# The Thief in the Night
The Thief in the Night è un cortometraggio muto del 1915 diretto da George Terwilliger. È il remake di A Thief in the Night, un film che Terwilliger aveva girato nel 1913 per la Kalem.

## Produzione
Il film fu prodotto dalla Lubin Manufacturing Company.

## Distribuzione
Distribuito dalla General Film Company, il film - un cortometraggio di una bobina - venne distribuito nelle sale statunitensi il 26 marzo 1915.